# Германско-иранские отношения
Германско-иранские отношения — двусторонние дипломатические отношения между Германией и Ираном. Эти страны поддерживают дипломатические отношения с XIX века, а современный период отношения начался в 1952 году, когда Иран и ФРГ установили дипломатические отношения и было открыто иранское дипломатическое представительство в Бонне.

## История

### Эпоха каджаров
В XIX веке начались неофициальные отношения между Германской империей и Персией. В 1819 году немецкий писатель Иоганн Вольфганг фон Гёте написал сборник «Западно-восточный диван» под влиянием творчества персидского поэта Хафиза Ширази, что является свидетельством крепких культурных связей.
В эпоху династии каджаров в Персии росло негативное отношение к Британской империи и Российской империи, особенно после заключения Туркманчайского мирного договора и Гюлистанского мирного договора, а также Табачных протестов под предводительством аятоллы Мирзы Ширази. В связи с этими событиями многие иранские деятели стали искать «третью силу» на которую можно было бы положиться в качестве потенциального союзника, в частности на Германскую империю, которая в значительной степени осталась в стороне от Большой игры. Когда был открыт первый современный университет Ирана Дар ул-Фунун, то Амир-Кабир предпочел нанять австрийских и германских профессоров. Насер ад-Дин Шах тоже поддержал идею найма австрийцев и германцев в Дар ул-Фунун, несмотря на политическое давление внутри страны против такого шага. Амир-Кабир всегда проявлял интерес к структуре правительства и общества Германии как модели для модернизации своей страны.
Во время существования Гилянской Советской Социалистической Республики германские солдаты принимали активное участие в подготовке ополченцев Мирзы Кучек-хана. Одним из полевых командиров ополченцев был германский офицер по имени Майор фон Пашен, который присоединился к Гилянской Советской Социалистической Республике после освобождения из британской тюрьмы в Реште, он являлся ближайшим сторонником Мирзы Кучек-хана. Другим известным германским агентом в Персии (особенно во время Первой мировой войны) был Вильгельм Вассмус, по прозвищу «Немецкий Лоуренс».
6 июня 1873 года в Берлине был подписан торговый договор между Персией и Германской империей между Отто фон Бисмарком и Мирзой Хуссейном-ханом.

### Эпоха Пехлеви и Германский рейх
Конституционная революция в Персии и подписание Англо-русского соглашения ещё сильнее укрепили недоверие иранцев к политике Британской империи и Российской империи. В 1898 году император Германии Вильгельм II во время своего выступления в Дамаске призвал всех мусульман полагаться на него как на настоящего друга. К началу 1930-х годов экономические связи Резы Пехлави с Германским рейхом стали беспокоить страны Антигитлеровской коалиции. Экономика Германского рейха очень впечатлила иранского шаха и сотни немцев были привлечены во всех сферах деятельности Ирана: от создания фабрик до строительства автомобильных дорог, железных дорог и мостов.
В 1935 году Реза Пехлеви попросил международное сообщество использовать название «Иран» вместо «Персии». Несмотря на то, что страна была известна как Иран для коренных жителей на протяжении многих веков, жители Запада знали страну «Персия» по древнегреческим источникам. Реза Пехлеви считал, что необходимо изменить на международной арене название страны греческого происхождения на национальный вариант. «Персидский» — историческое наименование одной из этнических групп в Иране. Благодаря реформам, которые проводил Реза Пехлеви, принятие нового названия для страны было воспринято в стране как возрождение исторического наследия Ирана.
Правительство Ирана не поддержало антисемитскую политику Германского рейха. Иранцы считали, что всё население их страны (включая персидских евреев) не попадает под действие Нюрнбергских расовых законов на том основании, что они арийского происхождения. Посольства Ирана в оккупированных Германским рейхом европейских столицах спасли более 1500 евреев и тайно предоставили им иранское гражданство, что позволило им переехать в Иран.
В 1939 году Германский рейх передал Ирану Германскую научную библиотеку, которая содержала более 7500 книг, отобранных с целью убедить иранских читателей в родстве между национал-социалистическим Германским рейхом и арийской культурой Ирана". В различных пронацистских публикациях, лекциях, выступлениях и церемониях проводились параллели между шахом Ирана и Адольфом Гитлером, а также восхвалялась харизма и добродетель вождизма.
На протяжении многих десятилетий Иран и Германская империя налаживали связи, частично в противовес имперским амбициям Британской империи и Российской империи, а затем и Советского Союза. Торговля с Германским рейхом привлекала Иран тем, что у немцев не было истории империализма в регионе, в отличие от англичан и русских. С 1939 по 1941 год основным торговым партнёром Ирана (почти 50 % его общего объёма торговли) был Германский рейх, который помог Ирану открыть современные морские и воздушные сообщения с остальным миром.
Шах Ирана отверг требование стран Антигитлеровской коалиции о высылке граждан Германии из страны (в основном рабочих и дипломатов). Согласно отчёту британского посольства, опубликованному в 1940 году, в Иране находилось почти 1000 германских граждан. Согласно данным иранской газеты «Эттелаат»: в Иране фактически находилось 690 граждан Германии (из общего числа 4630 иностранцев, включая 2590 британцев). По оценкам Жана Бомонта, «вероятно, не более 3000» немцев действительно проживали в Иране, но считалось, что они оказывали непропорционально большое влияние из-за их занятости в стратегических государственных отраслях промышленности, а также в транспортной и коммуникационной сети Ирана.
Тем не менее, иранцы также начали сокращать свою торговлю с немцами по требованию стран Антигитлеровской коалиции. Реза Пехлеви стремился оставаться нейтральным во Второй мировой войне и не провоцировать ни одну из сторон конфликта, что становилось все труднее из-за требований Великобритании и СССР в отношении Ирана. Британские вооружённые силы уже присутствовали в значительном количестве в Ираке после Англо-иракской войны в начале 1941 года. Таким образом, британские войска были размещены на западной границе Ирана до начала Англо-советского вторжения в Иран.
В 1941 году страны Антигитлеровской коалиции вынудили Резу Пехлеви отречься от престола в пользу своего сына Мохаммеда Резы Пехлеви. Иранские политические деятели, которые отказались подчиняться британцам, такие как Фазлолла Захеди и Мохаммад-Хосейн Айром, тоже были изгнаны из правительства. Британцы полагали, что Фазлолла Захеди планировал организовать восстание в стране в сотрудничестве с германскими войсками. Он был арестован, когда его задержали с германским оружием и корреспонденцией от агента Германского рейха, после чего был принудительно выселен в Палестину.

### После окончания Второй мировой войны
В 1972 году, во время визита в Тегеран канцлера ФРГ Вилли Брандта, было подписано экономическое соглашение с Ираном, которое предусматривало экспорт иранской нефти и природного газа в ФРГ, а взамен ФРГ осуществляло инвестиции в экономику Ирана. Тем не менее, учитывая огромный профицит во внешней торговле в 1974—1975 годах, в сентябре 1974 года иранское правительство приобрело 25 % акций германской металлургической компании Krupp Hüttenwerke, дочерней компании концерна Krupp. Этой компании требовалось вливание денежных средств, что дало Ирану доступ к германскому опыту развития металлургической промышленности. Иранская атомная электростанция в Бушире также была спроектирована и частично построена германской компанией Siemens. В 1975 году ФРГ стала вторым по значимости поставщиком невоенных товаров в Иран. 1/5 от всего иранского импорта, оцениваемого в 404 млн. долларов США, приходилось на ФРГ.
В ФРГ проживала крупнейшая иранская диаспора в Европе и визиты шаха Ирана в эту страну подвергались нападкам протестующих в 1970-х годах. Поскольку масштабы репрессий в Иране стали более интенсивными, эти демонстрации стали собирать больше протестующих. Многие религиозные деятели Ирана, такие как аятолла Бехешти, прожили несколько лет в Гамбурге.

### После Исламской революции 1979 года
В 1984 году министр иностранных дел ФРГ Ганс-Дитрих Геншер впервые посетил Иран после Исламской революции 1979 года. Хотя ФРГ была ключевым поставщиком технологий для режима Саддама Хусейна во время Ирано-иракской войны, в частности по поставке компонентов для производства химического оружия, она также поддерживала отношения с Ираном в некоторых промышленных и гражданских технологических секторах. После окончания Ирано-иракской войны ФРГ начала становиться основным торговым партнёром Ирана. В 2004 году в Иран было импортировано германских товаров на сумму около 3,6 миллиарда евро.
В 1992 году произошло массовое убийство в ресторане Миконос в Берлине, что сильно испортило отношения с Ираном. 17 сентября 1992 года иранско-курдские лидеры повстанцев Садег Шарафканди, Фаттах Абдоли, Хомаюн Ардалан и их переводчик Нури Дехкорди были убиты в ходе нападения на греческий ресторан Миконос в Берлине. Суд в Германии признал Казема Дараби, гражданина Ирана, работавшего бакалейщиком в Берлине и ливанца Аббаса Райела виновным в убийстве и приговорили их к пожизненному заключению. Двое других ливанцев, Юсеф Амин и Мохамед Атрис, были осуждены за соучастие в убийстве. В своем решении от 10 апреля 1997 года германский суд выдал международный ордер на арест министра информации и национальной безопасности Ирана Али Фаллахиана после того, как суд установил, что убийство в ресторане было им санкционировано и совершено с ведома высшего руководителя Ирана Али Хаменеи и президента Ирана Али Акбара Хашеми Рафсанджани.
В 2004 году мэр Тегерана Махмуд Ахмадинежад направил письмо правящему бургомистру Берлина Клаусу Воверайту в котором заявил, что наличие мемориальной доски перед рестораном Миконос является оскорблением для Ирана.
В 1999 году гражданин Германии Хельмут Хофер был арестован в Тегеране после того, как имел связь с иранской женщиной. Этот арест негативно сказался на уровне германско-иранских отношений. В 2005 году рыболов из Германии, находившийся в отпуске в Объединённых Арабских Эмиратах, был арестован иранцами в Персидском заливе и приговорен к 18 месяцам тюремного заключения. В 2009 году германский адвокат Андреас Мозер был арестован в Иране во время протестов против итогов выборов 2009 года и освобожден через неделю. В 2005 году президент Ирана Махмуд Ахмадинежад испортил отношения с Германией, после своих комментариев об отрицании Холокоста. В 2013 году напряженность в германско-иранских отношениях спала, после избрания на должность президента Ирана Хасана Рухани.

### Современные отношения
4 февраля 2006 года канцлер Германии Ангела Меркель сделала заявление по случаю ежегодной Мюнхенской конференции по безопасности, что международному сообществу необходимо помешать Ирану создать ядерную бомбу, напомнив историю своей страны времён правления Адольфа Гитлера в качестве предостережения.
В феврале 2006 года германско-иранские отношения вновь испытали негативные последствия после того, как германская газета напечатала карикатуру, изображающую национальную футбольную команду Ирана с привязанными бомбами к их майкам. Иран потребовал от Германии извинений за этот «аморальный поступок». В Иране прошли студенческие демонстрации в знак протеста против публикации карикатур, выкрикивая «Меркель = Гитлер».
В 2016 году министр экономики Германии Зигмар Габриэль подтвердил, что Иран может наладить хорошие отношения с Германией, только если признает право Израиля на существование.
В июле 2018 года министерство иностранных дел Ирана объявило персонами нон-грата послов из Германии, Франции и Бельгии в знак протеста против ареста иранского дипломата в Германии в связи с предполагаемым планом взрыва ежегодного митинга Национального совета сопротивления Ирана на окраине города Парижа.
31 октября 2024 года власти Германии объявили о предстоящем закрытии всех генеральных консульств Ирана на своей территории (в Франкфурте-на-Майне, Гамбурге и Мюнхене) после того как в Иране 28 октября 2024 года был казнен  Джамшид Шармахд, имевший как иранское, так и германское гражданство. Он много лет жил в США, и в 2020 году был тайно вывезен сотрудниками иранских спецслужб в Иран из Дубая. Власти Ирана считали его лидером оппозиционной эмигрантской организации «Тондар», которую они признали террористической.

## Торговля
Около 50 германских фирм имеют свои филиалы в Иране и более 12 000 германских фирм имеют собственных торговых представителей в этой стране. Несколько известных германских компаний участвуют в крупных иранских инфраструктурных проектах, особенно в нефтехимическом секторе, такие как: The Linde Group, BASF, Air Liquide, ThyssenKrupp, Siemens, ZF Friedrichshafen AG, Mercedes-Benz, Volkswagen и MAN.
В 2005 году Германия имела крупнейший вклад на экспортном рынке Ирана в сумме 5,67 млрд долларов США (14,4 %). В 2008 году германский экспорт в Иран увеличился на 8,9 % и составил 84,7 % от общего объёма товарооборота. В сентябре 2008 года объём товарооборота между странами составил сумму 3,23 млрд евро по сравнению с 2,98 млрд евро в предыдущем году. Объём товарооборота между странами вырос с примерно 4,3 млрд евро в 2009 году до почти 4,7 млрд евро в 2010 году. Согласно германским источникам, около 80 % машинного оборудования Ирана произведено в Германии.
Германская торгово-промышленная палата подсчитала, что экономические санкции против Ирана могут стоить более 10 000 рабочих мест в Германии и оказать негативное влияние на экономический рост. Санкции повредят в большей степени германским компаниям среднего размера, которые сильно зависят от торговли с Ираном. Произошёл сдвиг в деловых связях Германии с Ираном с долгосрочного бизнеса на краткосрочный и с крупных компаний на средние которые имеют меньше деловых интересов в США и, таким образом, менее подвержены политическому давлению этой страны. По данным Германско-иранской торгово-промышленной палаты, около 100 германских компаний имеют филиалы в Иране, а более 1000 предприятий работают через торговых агентов.
После подписания Совместного всеобъемлющего плана действий между Ираном и другими странами, экономические отношения с Германией снова стали развиваться. С 2015 по 2016 год германский экспорт в Иран вырос более чем на 27 %.
20 октября 2018 года Ассоциация германских банков сделала заявление, что экспорт из Германии в Иран сократился до 1,8 миллиарда евро с января 2018 года.

## Опросы общественного мнения
Согласно данным опроса BBC World Service, проведенного в 2012 году, только 8 % жителей Германии положительно оценивают политику Ирана, а 74 % выражают отрицательное мнение. Согласно исследованию Pew Global Atttitude 2012, 6 % жителей Германии относятся к Ирану положительно, а 91 % - негативно; 96 % жителей Германии выступают против разработки Ираном ядерного оружия, а 80 % одобряют введение более жестких санкций в отношении этой страны, в то время как 50 % жителей Германии поддерживают применение военной силы, чтобы помешать Ирану разрабатывать ядерное оружие. Согласно опросу, проведенному Gallup в 2013 году, жители Германии считают Иран второй по величине угрозой миру в мире (16 %), после США (17 %).

## Дипломатические представительства
- Германия имеет посольство в Тегеране[48].
- Иран содержит посольство в Берлине[49].